# Seignelay (Yonne)
Seignelay – miejscowość i gmina we Francji, w regionie Burgundia-Franche-Comté, w departamencie Yonne.
Według danych na rok 1990 gminę zamieszkiwało 1538 osób, a gęstość zaludnienia wynosiła 114 osób/km² (wśród 2044 gmin Burgundii Seignelay plasuje się na 140. miejscu pod względem liczby ludności, natomiast pod względem powierzchni na miejscu 719.).